# Copidognathus septentrionalis
Copidognathus septentrionalis is een mijtensoort uit de familie van de Halacaridae. De wetenschappelijke naam van de soort is voor het eerst geldig gepubliceerd in 1915 door Halbert.